# Фурнуле
Фурнуле (фр. Fournoulès) насеље је и општина у централној Француској у региону Оверња, у департману Кантал која припада префектури Оријак.
По подацима из 2011. године у општини је живело 63 становника, а густина насељености је износила 8,77 становника/km². Општина се простире на површини од 7,18 km². Налази се на средњој надморској висини од 400 метара (максималној 604 m, а минималној 291 m).

## Демографија
| 1962. | 1968. | 1975. | 1982. | 1990. | 1999. | 2011. |
| ----- | ----- | ----- | ----- | ----- | ----- | ----- |
| 133   | 135   | 111   | 95    | 98    | 83    | 63    |

График промене броја становника у току последњих година